# Ćerim
Qerim en albanais et Ćerim en serbe latin (en serbe cyrillique : Ћерим) est une localité du Kosovo située dans la commune/municipalité de Gjakovë/Đakovica, district de Gjakovë/Đakovica (Kosovo) ou de Pejë/Peć (Serbie). Selon le recensement kosovar de 2011, elle compte 802 habitants.

## Histoire
Sur le territoire du village se trouve un site archéologique constitué d'un tumulus abritant une nécropole et couvrant une période allant du IXe au Ier siècle av. J.-C. ; le site est mentionné par l'Académie serbe des sciences et des arts et est proposé pour une inscription sur la liste des monuments culturels du Kosovo.

## Démographie

### Évolution historique de la population dans la localité
| 1948 | 1953 | 1961 | 1971 | 1981 | 1991 | 2011 |
| ---- | ---- | ---- | ---- | ---- | ---- | ---- |
| 130  | 157  | 206  | 274  | 372  | 440  | 802  |

|  |

### Répartition de la population par nationalités (2011)
En 2011, les Albanais représentaient 99,13 % de la population.